# AboveNet
AboveNet, Inc. anciennement Metromedia Fiber Network était un opérateur de télécoms américain créé dans les années 1990.

## Histoire
La société, créée en 1993, s'appelle à ses débuts "National Fiber Network", avant d'être rebaptisée en 1997 Metromedia Fiber Network. Sa spécialité est la fourniture aux opérateurs télécoms de "fibre noire", c'est-à-dire de réseaux de fibre optique qu'elle leur laisse le soin d'opérer et commercialiser eux-mêmes. En 1999, elle rachète le Palo Alto Internet Exchange, société fondée quatre ans plus tôt par Paul Vixie, l'un des créateurs du standard Unix pour les systèmes d'exploitation, qui devient le directeur technologique de Metromedia Fiber Network. Ces acquisitions amènent la dette du groupe à culminer à 3,3 milliards de dollars, alors qu'il a du mal à percer sur le marché de la boucle locale.
Au terme de la bulle Internet qui débouche sur le krach boursier de 2001-2002, la société doit déposer son bilan en mai 2002 avant de parvenir à restructurer sa dette en septembre 2003. Celle-ci en profite pour changer de nom et devenir "AboveNet", avec un périmètre plus réduit en raison de cessions d'actifs, en France, en Irlande et en Hollande. En février 2003, la filiale française avait été rachetée par ses salariés, dans le cadre d'un LMBO (Leverage Management Buy Out). 